# Wolny zawód
Wolny zawód – zawód niezwiązany z wykonywaniem pracy na podstawie stałej umowy o pracę z określoną instytucją, wymagający pogłębionej wiedzy specjalistycznej i oparty na własnej odpowiedzialności pracującego.

## Historia
Źródła idei wolnych zawodów można odnaleźć w starożytnej koncepcji sztuk wyzwolonych, jednak jako kategoria zawodowa, ukształtowały się one we wczesnej nowożytności, w związku z powstawaniem zawodów poza średniowieczną strukturą stanową. Zaliczano do nich tradycyjnie lekarzy, prawników, nauczycieli akademickich. Lista zawodów się zmieniała, a koncepcja wolnych zawodów różniła się w różnych krajach. W niektórych krajach wolne zawody podlegały też odrębnym regulacjom prawnym.

## Prawo

### Polska
Nie ma ogólnej definicji legalnej wolnego zawodu. Pojęcie pojawia się w niektórych obowiązujących lub historycznych aktach prawnych.
Pojęciem wolnego zawodu posługiwał się ustawodawca w Konstytucji kwietniowej z 1935 r., stanowiąc w art. 76 ust. 1, że dla poszczególnych dziedzin życia gospodarczego powołuje się samorząd gospodarczy, obejmujący izby rolnicze, przemysłowo-handlowe, rzemieślnicze, pracy, wolnych zawodów oraz inne zrzeszenia publiczno-prawne.
We współczesnym prawie polskim, pojęciem wolnego zawodu posługuje się ustawa z dnia 20 listopada 1998 r. o zryczałtowanym podatku dochodowym od niektórych przychodów osiąganych przez osoby fizyczne. Jako wolne zawody traktuje ona (art. 4.1.11) pozarolniczą działalność gospodarczą wykonywaną osobiście przez: tłumaczy, adwokatów, notariuszy, radców prawnych, biegłych rewidentów, księgowych, agentów ubezpieczeniowych, agentów oferujących ubezpieczenia uzupełniające, brokerów reasekuracyjnych, brokerów ubezpieczeniowych, doradców podatkowych, doradców restrukturyzacyjnych, maklerów papierów wartościowych, doradców inwestycyjnych, agentów firm inwestycyjnych oraz rzeczników patentowych. Ustawa wskazuje również, że za osobiste wykonywanie wolnego zawodu uważa się wykonywanie działalności bez zatrudniania na podstawie umów o pracę, umów zlecenia, umów o dzieło.
Z kolei przepisy o spółkach partnerskich (art. 87-88 kodeksu spółek handlowych) wskazują, że partnerami mogą być w nich wyłącznie osoby fizyczne, uprawnione do wykonywania następujących wolnych zawodów: adwokata, aptekarza, architekta, fizjoterapeuty, inżyniera budownictwa, biegłego rewidenta, brokera ubezpieczeniowego, diagnosty laboratoryjnego, doradcy podatkowego, maklera papierów wartościowych, doradcy inwestycyjnego, księgowego, lekarza, lekarza dentysty, lekarza weterynarii, notariusza, pielęgniarki, położnej, radcy prawnego, rzecznika patentowego, rzeczoznawcy majątkowego i tłumacza przysięgłego.
Rozszerzenie Unii Europejskiej wpłynęło na unifikację wolnych zawodów.